# Chubby Jackson
Pour les articles homonymes, voir Jackson.
Chubby Jackson, pseudonyme de Greig Stewart Jackson, est un contrebassiste et chef d'orchestre de jazz américain, né le 25 octobre 1918 à New York et mort le 1er octobre 2003 à Poway (Californie).
Il est le père du batteur Duffy Jackson (en).

## Discographie
- Bass Face, 1944
- Caldonia (avec Woody Herman), 1945
- Chubby Jackson Sextet and Big Band, (Prestige, 1947-50 [1969])
- Conception, 1951
- Chubby's Back! (Argo, 1956)
- I'm Entitled to You!! (Argo, 1957)
- The Big Three (Craft, 1958) avec Marty Napoleon et Mickey Sheen
- Jazz from Then Till Now (Everest, 1958) - avec Marty Napoleon et Mickey Sheen
- Chubby Takes Over (Everest, 1959)
- We Three: A Jazz Approach to Stereo (Everest, 1959) - avec Marty Napoleon et Mickey Sheen
- Twist Calling (Laurie, 1962)